# Shibukawa, Gunma
Shibukawa (渋川市 Shibukawa-shi) là một thành phố thuộc tỉnh Gunma, Nhật Bản.